# Ballo delle Highlands scozzesi

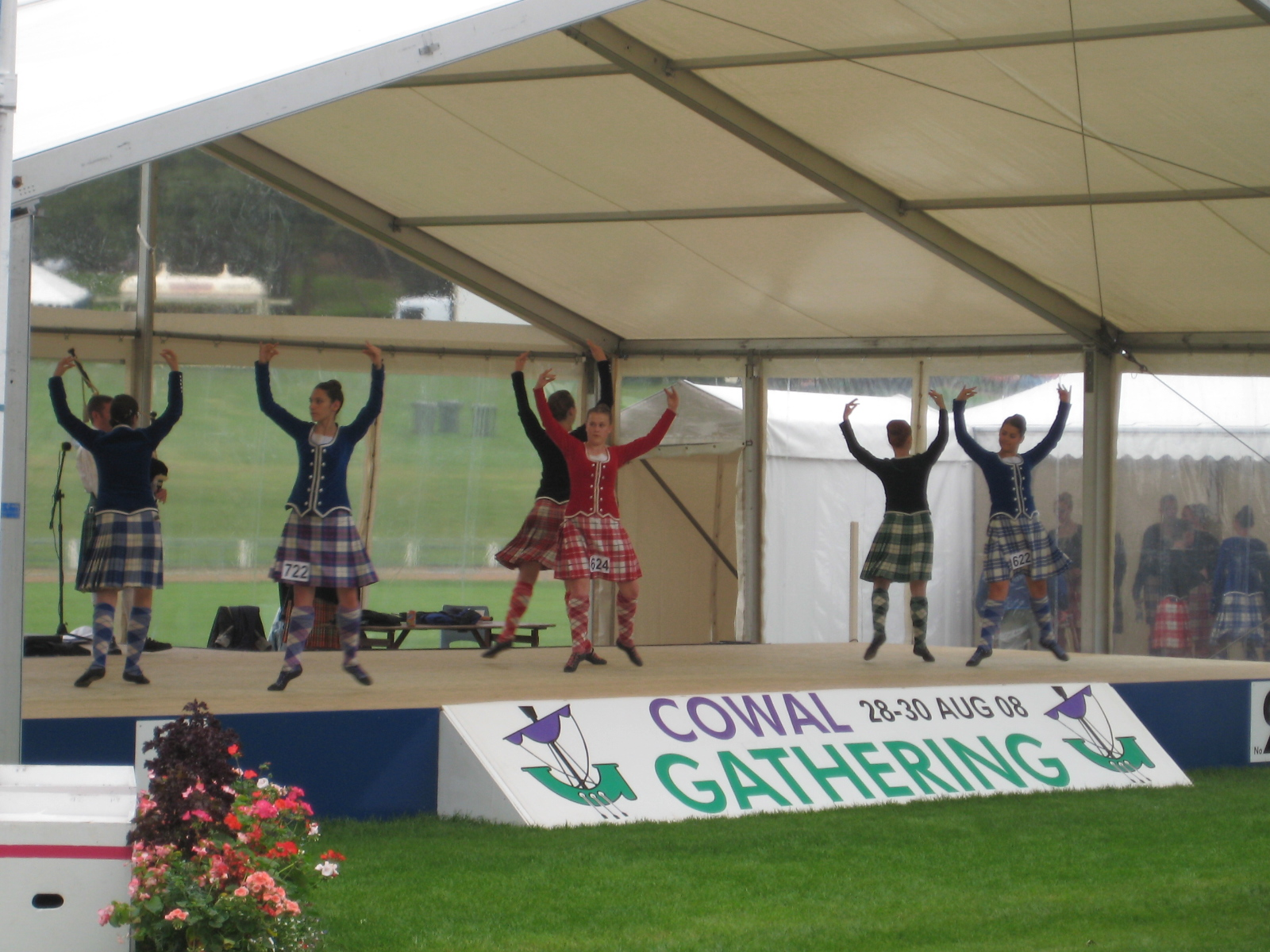
Ballerini delle Highland ad una competizione presso il Cowal Highland Gathering 2008

Il Ballo delle Highlands scozzesi è uno stile di danza competitiva per singole persone nel territorio scozzese delle Highlands del XIX e XX secolo nel contesto di competizioni in eventi pubblici come i Giochi delle Highlands, dove spesso il viene eseguito accompagnato dalla musica delle cornamuse.
I ballerini hanno delle scarpe apposite chiamate Ghillies. Il ballo è stato soggetto a molte influenze come dall'estetica dei patroni della Scozia fin dal XIX secolo e il balletto.